# 紹治帝
紹治帝（しょうちてい、ティエウチてい、Thiệu Trị、1807年6月16日 - 1847年11月4日）は、阮朝の第3代皇帝（在位:1841年 - 1847年）。諱は阮福曧（Nguyễn Phúc Dung）、後に阮福綿宗（Nguyễn Phúc Miên Tông）、阮福暶（Nguyễn Phúc Tuyền）と改めた。廟号は憲祖、諡号は紹天隆運至善純孝寛明睿断文治武功聖哲章皇帝。